# Kongens Enghave
Kongens Enghave est un quartier portuaire situé dans la ville de Copenhague.

## Géographie
Le quartier de Kongens Enghave dont la toponymie danoise signifie « Prairie du jardin du Roi », est situé au sud de la capitale du Danemark le long de la mer Baltique. le quartier forme une zone portuaire connue sous le nom de Sydhavnen (le port du sud).
Kongens Enghave s'étend sur 4,46 km2. Sa population s'élève à 15 414 habitants, soit 3 455 habitants au km2. Le quartier est bordé au nord-est par le quartier Vesterbro, au nord par la zone industrielle comprenant notamment la brasserie Carlsberg, le quartier Valby à l'ouest et le port de Copenhague à l'est et au sud séparé par l'île d'Amager.

## Histoire
Kongens Enghave est d'abord mentionné en 1632 comme un territoire agricole utilisé pour la récolte de foin pour les écuries royales du château de Copenhague. En 1776, un petit hôpital de mise en quarantaine des personnes contaminées par la peste a été construit près de la plage Kalvebod.
Depuis le début du XIXe siècle, quelques maisons de campagne et des fermes ont été construites le long de la route. Quelques petites maisons subsistent, principalement utilisés par les pêcheurs et les chasseurs. L'urbanisation a réellement commencé au cours du XXe siècle. Les zones de Kongens Enghave qui attirent le plus d'attention aujourd'hui sont les zones réaménagées du Vieux-Port de Sluseholmen et de Teglholmen. En particulier, le nouveau quartier situé le long des canaux Sluseholmen, et généralement reconnu comme l'un des nouveaux quartiers les plus réussis à Copenhague, pour lequel il a remporté le « Prix de la planification urbaine danoise » de 2009. Le plus vaste espace vert du quartier de Kongens Enghave comprend le cimetière Vestre et la zone semi-naturelle Sydhavnstippen.
Depuis la réforme régionale de 2006-2007, le quartier de Kongens Enghave est associé au quartier de Vesterbro sous le nom officiel de district de Vesterbro/Kongens Enghave.